# Mirac (Kotor)
Pour les articles homonymes, voir Mirac.
Mirac (en serbe cyrillique : Мирац) est un village du sud-ouest du Monténégro, dans la municipalité de Kotor.

## Démographie

### Évolution historique de la population
| 1948 | 1953 | 1961 | 1971 | 1981 | 1991 | 2003 |
| ---- | ---- | ---- | ---- | ---- | ---- | ---- |
| 304  | 351  | 292  | 258  | 230  | 123  | 80   |